# Armando Álvarez Anaya
Armando Álvarez Anaya (Barcelona, 5 de novembre de 1947 - Barcelona, 9 d'abril de 2019) va ser un atleta i entrenador d'atletisme català.
Fou un atleta, corredor de mig fons, que s'inicià a la secció d'atletisme del Real Club Esportiu Espanyol de Barcelona. El 1970 es proclamà campió de Catalunya en pista coberta en la prova de 1.500 metres llisos. Posteriorment, es consagrà com a tècnic de prestigi, especialitzat en velocitat, tanques i relleus a l'històric Centre Gimnàstic Barcelonès. La seva darrera etapa com a tècnic la va forjar a L'Hospitalet Atletisme, del qual a més del fundador era el soci número u, el director tècnic i darrerament vicepresident i entrenador. També fou professor i tècnic esportiu de l'Escola Catalana d'Entrenadors d'Atletisme i de la Reial Federació Espanyola d'Atletisme. S'encarregà de la direcció tècnica dels Jocs Paralímpics de Barcelona de 1992. Durant la seva trajectòria dirigí desenes d'atletes, destacant les olímpiques Eva Paniagua i Laia Forcadell, i més recentment a la Sara Gallego. Darrerament era el responsable de velocitat, tanques i relleus a la Federació Catalana d'Atletisme.